# Долишня, Вячеслав Валентинович
Вячеслав Валентинович Долишня (род. 24 мая 1971, Челябинск) — советский, белорусский и российский хоккеист, нападающий. Тренер.

## Биография
В детстве занимался фигурным катанием, в шесть знал заниматься хоккеем. Первый тренер в школе «Трактора» — Валерий Филиппович Рякин, до выпуска «Трактор-71» тренировал Валерий Пономарев.
Начинал играть в команде первой лиги «Металлург» Челябинск (1988/89 — 1989/90). Затем выступал в белорусских клубах «Химик» Новополоцк (1990/91 — 1991/92, 1992/93, 1993/94). Армейскую службу проходил в «Динамо» Минск (1991/92 — 1992/93) и «Тивали» (1993/94).
Вернувшись в Россию, выступал за «Трактор» (1994/95 — 1998/99, 2002/03), ЦСК ВВС (1999/2000), «Газовик» Тюмень (2000/01 — 2001/02), «Спутник» Нижний Тагил (2001/02), «Мостовик» Курган (2002/03), «Сталь» Аша (2002/03 — 2004/05).
Тренером начинал работать в ДЮСШОР «Мечел» (2005—2009). В 2009 окончил Высшую школу тренеров. Тренер «Мечела-2» (2009—2011). В сезоне 2011/12 — тренер до 24 января, затем — главный тренер команды ВХЛ «Сокола» Красноярск. В сезоне 2013/14 — тренер до 17 октября, затем — и. о. старшего тренера команды МХЛ «Русские витязи»; следующие два сезона — главный тренер. Главный тренер команды 2005 года рождения ХК «Дмитров» (2016—2018). В сезоне 2018/19 — тренер до 22 ноября, затем — главный тренер команды ВХЛ «Молот-Прикамье». Главный тренер команды МХЛ «Капитан» Ступино (2019/20). Старший тренер в команде МХЛ «Академия Михайлова» Новомосковск (2020/21).
Младший брат Александр также хоккеист.